# Géo Daly
Géo Daly (* 16. April 1923 in Bois-Colombes; † 1. Juni 1999 in Sète) war ein französischer Jazz-Vibraphonist und Bandleader.
Daly wurde in der zweiten Hälfte der 1940er Jahre durch seine Zusammenarbeit mit Bill Coleman, Michel de Villers, Bernard Peiffer, Don Byas, Benny Vasseur und Roger Paraboschi bekannt. 1949 spielte er im Orchester von Hubert Rostaing und trat auf dem Pariser Festival International 1949 de Jazz auf. Anfang der 1950er Jahre spielte er regelmäßig im Club Rose Rouge mit Michel de Villers, Alix Bret und Bernard Planchenault; von 1954 bis 1957 hatte er ein Engagement im Club Saint Germain. 1954 wirkte er bei Guy Lafittes Album  Blue and Sentimental und den Pariser Aufnahmen von Peanuts Holland mit. In der zweiten Hälfte der 1950er Jahre und noch in den 1960er Jahren trat er mit eigenen Formationen vorwiegend in Pariser Veranstaltungsorten wie dem Club des Champs Elysees auf und wirkte 1957 bei den Jamsessions mit, die von Hot Club de Paris organisiert wurden. 1958 spielte er im Orchester von Claude Bolling. 1966/67 nahm er mit Franco Manzecchi, Stéphane Grappelli, Dany Doriz und Bernard Lubat auf.

## Diskographische Hinweise
- Geo Daly / Grappelli: Baroque Up to Date (196?)